# Brigitte Roesen
Brigitte Roesen (geb. Krämer; * 18. Januar 1944) ist eine ehemalige deutsche Weitspringerin.
Bei den Leichtathletik-Halleneuropameisterschaften 1971 in Sofia wurde sie Siebte, 1972 in Grenoble gewann sie Gold.
1969 wurde sie Dritte bei der Deutschen Meisterschaft. 1970 und 1972 wurde sie Deutsche Hallenvizemeisterin.
Brigitte Roesen startete für den OSC Dortmund.

## Persönliche Bestleistungen
- Weitsprung: 6,51 m, 11. Juni 1972, Bukarest
  - Halle: 6,58 m, 12. März 1972, Grenoble

| Personendaten    | Personendaten                  |
| ---------------- | ------------------------------ |
| NAME             | Roesen, Brigitte               |
| ALTERNATIVNAMEN  | Krämer, Brigitte (Geburtsname) |
| KURZBESCHREIBUNG | deutsche Weitspringerin        |
| GEBURTSDATUM     | 18. Januar 1944                |